# پودهرادی (ناحیه خب)
پودهرادی (به چکی: Podhradí) یک منطقهٔ مسکونی در جمهوری چک است که در ناحیه خب واقع شده‌است. پودهرادی ۱۷۵ نفر جمعیت دارد و ۵۶۲ متر بالاتر از سطح دریا واقع شده‌است.